# Liga Europeia de Hóquei em Patins de 2007–08
A Liga Europeia de 2007–08 foi a 43ª edição da Liga Europeia organizada pelo CERH. 

## Equipas da Liga Europeia 2007/08
As equipas classificadas são: 
| Fase de Grupos | Equipas        | Equipas       | Equipas        | Equipas          |
| -------------- | -------------- | ------------- | -------------- | ---------------- |
| Fase de Grupos | FC Barcelona   | Reus Deportiu | CP Vic         | Liceo da Coruña  |
| Fase de Grupos | CP Vilanova    | CE Noia       | Igualada HC    | Follonica Hockey |
| Fase de Grupos | Hockey Bassano | Hockey Prato  | FC Porto       | OC Barcelos      |
| Fase de Grupos | Candelária SC  | RHC Wimmis    | RSC Cronenberg | Herne Bay United |

## Fase de Grupos

### Grupo A
| Equipe       | Pts | J | V | E | D | GM | GS | DG  |
| ------------ | --- | - | - | - | - | -- | -- | --- |
| FC Barcelona | 18  | 6 | 6 | 0 | 0 | 37 | 18 | 19  |
| Follonica    | 12  | 6 | 4 | 0 | 2 | 38 | 18 | 20  |
| Vilanova     | 6   | 6 | 2 | 0 | 4 | 15 | 27 | -12 |
| RHC Wimmis   | 0   | 6 | 0 | 0 | 6 | 10 | 47 | -37 |

|              | BAR | FOL | VIL | WIM  |
| ------------ | --- | --- | --- | ---- |
| FC Barcelona | –   | 5-3 | 8-3 | 7-1  |
| Follonica    | 1-3 | –   | 5-3 | 13-2 |
| Vilanova     | 0-5 | 0-7 | –   | 5-0  |
| RHC Wimmis   | 0-9 | 5-9 | 2-4 | –    |

### Grupo B
| Equipe       | Pts | J | V | E | D | GM | GS | DG  |
| ------------ | --- | - | - | - | - | -- | -- | --- |
| Pati Vic     | 15  | 6 | 5 | 0 | 1 | 56 | 6  | 50  |
| FC Porto     | 15  | 6 | 5 | 0 | 1 | 61 | 10 | 51  |
| Hockey Prato | 4   | 6 | 1 | 1 | 4 | 12 | 38 | -26 |
| Herne Bay    | 1   | 6 | 0 | 1 | 5 | 8  | 83 | -75 |

|              | VIC  | FCP  | PRA  | HER  |
| ------------ | ---- | ---- | ---- | ---- |
| Pati Vic     | –    | 4-0  | 8-0  | 21-1 |
| FC Porto     | 4-1  | –    | 10-1 | 20-1 |
| Hockey Prato | 1-8  | 3-6  | –    | 4-4  |
| Herne Bay    | 0-14 | 0-21 | 2-3  | –    |

### Grupo C
| Equipe         | Pts | J | V | E | D | GM | GS | DG  |
| -------------- | --- | - | - | - | - | -- | -- | --- |
| Réus Deportiu  | 13  | 6 | 4 | 1 | 1 | 21 | 8  | 13  |
| Candelária SC  | 12  | 6 | 4 | 0 | 2 | 21 | 17 | 4   |
| HC Igualada    | 10  | 6 | 3 | 1 | 2 | 19 | 13 | 6   |
| RSC Cronenberg | 0   | 6 | 0 | 0 | 6 | 5  | 28 | -23 |

|                | REU | CAN | IGU | CRO |
| -------------- | --- | --- | --- | --- |
| Réus Deportiu  | –   | 6-2 | 2-1 | 7-1 |
| Candelária SC  | 3-2 | –   | 3-1 | 5-0 |
| HC Igualada    | 1-1 | 8-3 | –   | 4-2 |
| RSC Cronenberg | 0-3 | 0-5 | 2-4 | –   |

### Grupo D
| Equipe          | Pts | J | V | E | D | GM | GS | DG |
| --------------- | --- | - | - | - | - | -- | -- | -- |
| HC Liceo Coruña | 15  | 6 | 5 | 0 | 1 | 16 | 10 | 6  |
| CE Noia         | 10  | 6 | 3 | 1 | 2 | 21 | 17 | 4  |
| OC Barcelos     | 6   | 6 | 2 | 0 | 4 | 12 | 19 | -7 |
| Bassano         | 4   | 6 | 1 | 1 | 4 | 18 | 21 | -3 |

|                 | LIC | NOI | OCB | BAS |
| --------------- | --- | --- | --- | --- |
| HC Liceo Coruña | –   | 3-1 | 1-0 | 1-0 |
| CE Noia         | 1-2 | –   | 3-2 | 6-5 |
| OC Barcelos     | 5-3 | 1-6 | –   | 4-2 |
| Bassano         | 3-6 | 4-4 | 4-0 | –   |

## Final a Quatro
A Final a Quatro da Liga Europeia de 2007/08 foi disputada entre 10 de Maio e 11 de Maio de 2008, no Palau Blaugrana em Barcelona em Espanha.  

## Competição

### Quadro de Jogos
|  | Semifinal       | Semifinal    |   |  | Final         | Final |  |
|  |                 |              |   |  |               |       |  |
|  | 10 de Maio      |              |   |  |               |       |  |
|  | HC Liceo Coruña | 1            |   |  |               |       |  |
|  | Réus Deportiu   | 2            |   |  |               |       |  |
|  |                 |              |   |  |               |       |  |
|  |                 |              |   |  | 11 de Maio    |       |  |
|  |                 |              |   |  | Réus Deportiu | 3     |  |
|  |                 | FC Barcelona | 5 |  |               |       |  |
|  |                 |              |   |  |               |       |  |
|  |                 |              |   |  |               |       |  |
|  |                 |              |   |  |               |       |  |
|  | 10 de Maio      |              |   |  |               |       |  |
|  | Pati Vic        | 1            |   |  |               |       |  |
|  | FC Barcelona    | 2            |   |  |               |       |  |

### Final
|  | FC Barcelona | 5 - 2 | Réus Deportiu | Palau Blaugrana |
|  |              |       |               |                 |

| FC Barcelona (18) |

## Ligações Externas
- CERH website

### Internacional
- Ligações para todos os sítios de hóquei
- Mundook- Sítio com notícias de todo o mundo do hóquei
- Hoqueipatins.com - Sítio com todos os resultados de Hóquei em Patins